# 알렉세이 시베트
알렉세이 빅토로비치 시베트(러시아어: Алексе́й Ви́кторович Швед, 1988년 12월 16일 ~ )는 러시아의 프로 농구 선수로 과거 미국 프로 농구 리그인 전미 농구 협회(NBA) 리그의 미네소타 팀버울브스, 필라델피아 세븐티식서스, 휴스턴 로키츠, 뉴욕 닉스에서 활약했다.